# بيتر فيليباكوس
بيتر فيليباكوس (بالإنجليزية: Peter Philipakos)‏ (21 يناير 1983 بغلين كوف في الولايات المتحدة - ) هو لاعب كرة قدم أمريكي في مركز الوسط. لعب مع أريس تسالونيكي وأيك أثينا وإثنيكوس ونادي أولمبياكوس وIraklis Psachna F.C. ‏ وHersonissos F.C. ‏ وFK Baník Most 1909 ‏ ونادي فيزاس ‏.